# Fireball XL5
Fireball XL5 ist eine britische Science-Fiction-Marionettenfernsehserie von Gerry und Sylvia Anderson, die von 1962 bis 1963 in 39 Episoden im Schwarz-weiß-Format produziert wurde. Eine deutsche Synchronisation liegt bislang nicht vor. Sie war die erste europäische Fernsehserie, die Weltraumfahrten thematisierte, und die erste Marionettenserie der Andersons, die im Supermarionation-Format gedreht wurde.

## Weitere technische Daten
Drehbuchautoren: Alan Fennell, Anthony Marriott, Dennis Spooner, Gerry und Sylvia Anderson.
Regie: Gerry Anderson, David Elliott, Bill Harris, John Kelly, Alan Pattillo
Künstlerische Gestaltung: Bob Bell
Spezialeffekte: Derek Meddings
Schnitt: Gordon Dariel, Eric Pask
Format: 35-mm-Film, Schwarzweiß, Supermarionation
Charaktere: Stimmen:
Oberst (Colonel) Steve Zodiac, Kommandant
und 1. Pilot der Fireball: Paul Maxwell
Dr. Venus, Raumschiffärztin: Sylvia Anderson
Professor Matthew Matt Matic, Navigator
und Wissenschaftsoffizier: David Graham
Robert the Robot, 2. Pilot: Gerry Anderson
Zoonie the Lazoon, Venus Haustier: David Graham
Korvettenkapitän (Commander) Zero,
Kommandant von Space City: John Bluthal
Leutnant (Lieutenant) 90, sein Adjutant: David Graham

## Produktionsgeschichte
Die Serie entstand als Nachfolgerin von Supercar, Andersons erster Marionettenfernsehserie im Science-Fiction-Milieu. Die neue Serie sollte ursprünglich den Titel CENTURY 21 bzw. Nova X 100 tragen, wurde dann aber nach dem inzwischen konzipierten Raumschiff Fireball XL5 benannt. Die Bezeichnung XL im Titel stammte von dem Motoröl Castrol XL. Die Serie spielt im Jahr 2062. An die Tricktechnik, vor allem die Pyrotechnik, wurden hohe Anforderungen gestellt, da im Vergleich zu Supercar für die Handlung zahlreiche Explosionen simuliert werden mussten.
Fireball war eine konsequente Weiterentwicklung der vorherigen Andersonschen Marionettenserien mit dem Ziel, die Marionetten immer weiter realen Personen anzugleichen. Ein Beispiel dafür ist der Charakter von Venus, die optisch Sylvia Anderson nachmodelliert ist, aber mit einem französischen Akzent versehen wurde, der an Brigitte Bardot erinnern sollte.
Die Serie war bewusst auf Globalisierung angelegt und sollte die Entwicklung der Vereinten Nationen und der Europäischen Gemeinschaft in der Zukunft widerspiegeln. In den USA erzielte sie einen beträchtlichen kommerziellen Erfolg.
Don Spencer gelang mit der von ihm gesungenen Titelmelodie Fireball XL5 im März 1963 der Einzug in die britische Hitparade und verblieb dort 12 Wochen. Die höchste Notierung war Platz 32.
Fireball XL5 war die letzte Fernsehserie der Andersons im Schwarzweiß-Format. Die Nachfolgeserie Kommando Stingray aus dem Jahr 1963 wurde bereits in Farbe produziert, um die Verkaufschancen auf dem US-amerikanischen Markt zu verbessern.

## Plots und Charaktere
Die Serie spielt 2063. Das Raumschiff Fireball XL5 ist Teil der World Space Patrol, einer Weltraumpolizei, die die Vereinten Planeten vor Außerirdischen, Verbrechern, Piraten oder Naturkatastrophen beschützen soll. Ihre Basis ist Space City, die sich auf einer unbenannten Insel im Pazifik befindet und von Commander Zero verwaltet wird.
Die Besatzung der Fireball besteht aus Steve Zodiac, Matt Matic, Venus und dem Roboter Robert. Venus besitzt einen futuristisch aussehenden Bungalow, der in ihrer Abwesenheit von ihrem Haustier, dem halbintelligenten und bedingt sprachfähigen Lazoon Zoonie bewohnt wird. Zoonie dient in der Serie als sidekick der Heldin analog zu dem kleinen Affen Mitch in Supercar.
Die Serie ist als Space Opera angelegt. Die Fireball gerät entweder selbst in gefährliche Situationen oder wird um Hilfe gebeten. Sie jagt Raumpiraten und Raumspione, schaltet größenwahnsinnige Verbrecher und Isotopen-Diebe aus oder rettet Planeten, die von außer Kurs geratenen Himmelskörpern bedroht werden. In der Episode 1875 benutzt die Fireball-Crew eine Zeitmaschine und landet im Wilden Westen.
Die Serie wurde in den 1990er Jahren auf Video ediert und liegt inzwischen vollständig auf DVD vor. 2009 erschien als Blu-ray Disc eine nachkolorierte Fassung der Episode Nr. 37, The day in the life of a space general.

## Episoden
1. Planet 46
2. Hypnotic Sphere
3. Planet of Platonia
4. Space Magnet
5. The Doomed Planet
6. Plant Man from Space
7. The Sun Temple
8. Space Immigrants
9. Space Monster
10. Flying Zodiac
11. XL5 to H2O
12. A Spy in Space
13. Space Pirates
14. Convict in Space
15. Space Pen
16. The last of the Zanadus
17. The Wings of Danger
18. The Triads
19. Sabotage
20. Prisoner of the lost Planet
21. Flight to Danger
22. Space Vacation
23. Mystery of the TA2
24. Robert to the Rescue
25. The Forbidden Planet
26. The Granatoid Tanks
27. Dangerous Cargo
28. 1875
29. The Robot Freighter Mystery
30. Drama at Space City
31. Whistle for Danger
32. Faster than Light
33. The Day the Earth froze
34. Invasion Earth
35. Ghosts of Space
36. Trial by Robot
37. A Day in the Life of a Space General
38. Space City Special
39. The Fire Fighters

## Überlieferung
In den 1990er Jahren wurde die Serie vollständig auf VHS ediert. 2009 erschien auf Blu-ray Disc die nachkolorisierte Episode A Day in the Life of a Space General. 2013 erschien eine vollständige DVD-Edition der Serie im Original Schwarzweißfilm.